# Tony Campos
Antonio Campos, detto Tony (Los Angeles, 8 marzo 1973), è un bassista e cantante statunitense, noto per essere stato membro di numerosi gruppi musicali heavy metal, quali Static-X, Prong, Possessed, Fear Factory e Soulfly.

## Biografia
Tony Campos iniziò la propria carriera musicale nel 1994, divenendo il primo bassista degli Static-X. Insieme al frontman del gruppo, Wayne Static, Campos è stato l'unico componente stabile della formazione, apparendo in ogni pubblicazione del gruppo. Oltre al basso, eseguiva anche i cori death, e dal vivo era solito cantare interamente il brano Anything but This. Nel 2001 ebbe un incidente in moto e si ruppe una clavicola, dovendo assentarsi per buona parte del tour di quell'anno; a sostituirlo venne contattato Marty O'Brien.
Parallelamente alla sua carriera negli Static-X, nel 2002 Campos si unì al gruppo musicale grindcore Asesino (progetto parallelo del chitarrista dei Fear Factory Dino Cazares) come bassista e cantante; l'intero repertorio del gruppo si compone di brani con testi in lingua spagnola. In questa band Campos usa lo pseudonimo "Maldito X".
Nel 2006 venne coinvolto nel progetto alternative country Buck Satan and the 666 Shooters di Al Jourgensen. Il primo album, Bikers Welcome Ladies Drink Free, è stato pubblicato nel 2011. Nel 2007 si unì ai Ministry, in seguito alla morte del precedente bassista Paul Raven, ma il complesso si sciolse l'anno successivo. Nel 2009 entrò a far parte anche del gruppo musicale hardcore punk Prong, mentre nel 2010, dopo un anno di pausa, anche gli Static-X si sciolsero, permettendo a Campos di concentrarsi maggiormente sugli altri progetti.
Nel 2011 i Ministry si riformarono, con Campos nuovamente al basso, e registrarono e pubblicarono l'album Relapse l'anno successivo, poco prima che il bassista lasciasse il gruppo. Sempre nel 2011 entrò a far parte dei Soulfly e dei Possessed. Nel 2012 si riformarono anche gli Static-X, ma Campos, così come i suoi ex-colleghi Koichi Fukuda e Nick Oshiro, non accettò di tornare a farvi parte. Il nuovo bassista divenne dunque Brent Ashley, bassista del gruppo solista di Wayne Static. Poco dopo, quello stesso anno, lasciò sia i Prong che i Possessed, venendo sostituito da Jason Christopher (nei primi) e Robert Cardenas (nei secondi).
Nel 2014 Campos è tornato a far parte dei Ministry, mentre nel 2015 ha abbandonato i Soulfly per entrare a far parte dei Fear Factory.
Nell'ottobre 2018 Campos, insieme Koichi Fukuda e Ken Jay, hanno riformato gli Static-X, riprendendo l'attività dal vivo e pubblicando nel 2020 l'album Project Regeneration Vol. 1.

## Discografia

### Con gli Static-X
- 1999 – Wisconsin Death Trip
- 2001 – Machine
- 2003 – Shadow Zone
- 2005 – Start a War
- 2007 – Cannibal
- 2009 – Cult of Static
- 2020 – Project Regeneration Vol. 1

### Con gli Asesino
- 2002 – Corridos de muerte
- 2006 – Cristo satánico

### Con i Ministry
- 2009 – Adios... Puta Madres (live)
- 2012 – Relapse
- 2013 – From Beer to Eternity

### Con i Buck Satan and the 666 Shooters
- 2011 – Bikers Welcome Ladies Drink Free

### Con i Prong
- 2012 – Carved Into Stone

### Con i Soulfly
- 2012 – Enslaved
- 2013 – Savages

### Con i Fear Factory
- 2015 – Genexus

### Altre apparizioni
- 2007 – Divine Heresy – Bleed the Fifth
- 2011 – Otep – Atavist